# Michail Wladimirowitsch Muratow
Michail Wladimirowitsch Muratow (russisch Михаил Владимирович Муратов; * 29. Februarjul. / 13. März 1908greg. in Moskau, Russisches Kaiserreich; † 30. August 1982 in Moskau) war ein sowjetischer Geologe, der 1962 korrespondierendes Mitglied der Akademie der Wissenschaften der UdSSR wurde. Er erhielt 1951 den Stalinpreis sowie 1969 den Staatspreis der UdSSR.

## Leben
Michail Wladimirowitsch Muratow begann nach dem Schulbesuch ein Studium an der Fakultät für Physik und Mathematik der Universität Moskau, das er 1930 abschloss. Er nahm daraufhin eine Lehr- und Forschungstätigkeit als Wissenschaftlicher Assistent am Moskauer Geologischen Prospektionsinstitut MGRI auf und befasste sich dabei vor allem mit den Problemen der theoretischen Tektonik, insbesondere zur tektonischen Struktur der gefalteten Gürtel der Erde. Er war zudem einer der Verfasser und Herausgeber von tektonischen und geologischen Karten der UdSSR, Europas und der Welt. Für die Arbeit Тектоника и история развития Альпийской геосинклинальной области юга Европейской части СССР и сопредельных стран (Tektonik und die Geschichte der Entwicklung der alpinen geosynklinalen Region des südlichen europäischen Teils der UdSSR und der Nachbarländer, 1949) wurde ihm 1951 der Stalinpreis verliehen. 1957 wurde er Leitender Forscher am Geologischen Institut der Akademie der Wissenschaften der UdSSR sowie 1958 Mitglied der Société géologique de France. 1959 übernahm er den Posten als Leiter der Abteilung für historische und regionale Geologie des Moskauer Geologischen Prospektionsinstituts MGRI.
Muratow wurde 1959 korrespondierendes Mitglied der Akademie der Wissenschaften der UdSSR sowie 1965 Vorsitzender des Interdepartementalen Tektonischen Ausschusses dieser Akademie. Er engagierte sich zudem als Mitglied der Höheren Beglaubigungskommission beim Ministerium für Wissenschaft und Hochschulbildung sowie als Mitglied der Moskauer Gesellschaft der Naturforscher. Für die Teilnahme an der Erstellung der Tektonischen Karte Eurasiens im Maßstab 1: 5.000.000 und der Monographie Тектоника Евразии (Tektonik Eurasiens, 1966) wurde er 1969 mit dem Staatspreis der UdSSR geehrt. Ferner wurde ihm der Orden des Roten Banners der Arbeit verliehen.
1937 heiratete Michail Muratow die Quartärforscherin und Paläontologin Irina Konstantinowna Iwanowa.

## Veröffentlichungen
- Тектоника и история развития Альпийской геосинклинальной области юга Европейской части СССР и сопредельных стран (Tektonik und die Geschichte der Entwicklung der alpinen geosynklinalen Region des südlichen europäischen Teils der UdSSR und der Nachbarländer), 1949
- Главнейшие эпохи складчатости и мегастадии развития земной коры, (Die wichtigsten Faltungsepochen und Megastadien der Entwicklung der Erdkruste), in: Geotektonik, Nr. 1, 1965
- Тектоника Евразии, (Tektonik Eurasiens), 1966
- Главнейшие структурные элементы материков, их взаимоотношения и возраст, (Die wichtigsten strukturellen Elemente der Kontinente, ihre Beziehungen und ihr Alter), in: Internationaler Geologischer Kongress. Sitzung 24. Berichte sowjetischer Geologen. Problem 3. Tectonica, 1972.